# Kirill Grigorjewitsch Rasumowski
Kirill Grigorjewitsch Rasumowski (auch: von Rasumowski, und Rasumofsky * 18. Märzjul. / 29. März 1728greg. in Lemeschi bei Koselez, Hetmanat; † 3. Januarjul. / 15. Januar 1803greg. in Baturin, Russisches Kaiserreich) war ein russischer Graf, General-Feldmarschall ukrainischer Herkunft und der letzte Hetman der ukrainischen Saporoger Kosaken.

## Leben und Wirken
Rasumowski, der einer ukrainischen Kosakenfamilie entstammte, studierte an der Albertina in Königsberg, dort stand er unter Aufsicht von Grigori Nikolajewitsch Teplow. 1740 wurde Kirill Rasumowski in den Grafenstand erhoben und zwischen 1746 und 1776 war er Präsident der Russischen Akademie der Wissenschaften in Sankt Petersburg. Sein persönlicher Sekretär war der preußische Übersetzer und Historiker Christian Friedrich von Völkner.
Von 1750 bis 1764 war er der letzte Hetman der Saporoger Kosaken. Seine Hauptresidenz befand sich in Baturyn, weitere Paläste besaß er in Sankt Petersburg und Moskau. Das Hetmanat war dem Russischen Kaiserreich unterstellt und wurde 1764 von Katharina der Großen aufgelöst. Im Jahre 1764 erfolgte seine Ernennung zum Feldmarschall.
Rasumowski ließ in Baturyn einen großen Palast errichten, in welchem er ab den 1770er Jahren seine letzten Lebensjahrzehnte verbrachte. Er wurde in der Auferstehungskirche in Baturyn bestattet.
Rasumowski war Mitbegründer der Moskauer Universität.

## Familie
Sein Bruder Alexei Grigorjewitsch Rasumowski war ein Liebhaber der russischen Kaiserin Elisabeth und sein Sohn Andrei wurde ein bekannter Diplomat, Musikmäzen und Kunstsammler.